# شين (اسم)
شين (بالهيراغانا: しん، بالكاتاكانا: シン)، هو اسم معطى ياباني يُستخدم غالبًا للذكور.

## الكتابات
اسم شين يُكتب بمختلف الطرق حسب اختلاف محرف الكانجي:
- 真، "حقيقي"
- 伸، "يمتد"
- 新، "جديد"
- 心، "قلب"
- 信، "معتقد"
- 進، "تقدُّم"
- 慎، "تواضع"
- 晋، "يتقدَّم"
- 紳، "سيِّد"

كما يُكتب الاسم أيضًا بالهيراگانا والكاتاكانا.